# Symbioribates papuensis
Symbioribates papuensis är en kvalsterart som beskrevs av Aoki 1966. Symbioribates papuensis ingår i släktet Symbioribates och familjen Symbioribatidae. Inga underarter finns listade i Catalogue of Life.